# Millepora braziliensis
Millepora braziliensis là một loài san hô trong họ Milleporidae. Loài này được Verrill mô tả khoa học năm 1868.